# Branco Ampuero
Branco Ampuero Vera (Carelmapu, 19 luglio 1993) è un calciatore cileno, difensore dell'Universidad Católica.

## Statistiche

### Presenze e reti nei club
Statistiche aggiornate al 4 dicembre 2021.
| Stagione                    | Squadra                     | Campionato                  | Campionato | Campionato | Coppe nazionali | Coppe nazionali | Coppe nazionali | Coppe continentali | Coppe continentali | Coppe continentali | Altre coppe | Altre coppe | Altre coppe | Totale | Totale |
| Stagione                    | Squadra                     | Comp                        | Pres       | Reti       | Comp            | Pres            | Reti            | Comp               | Pres               | Reti               | Comp        | Pres        | Reti        | Pres   | Reti   |
| --------------------------- | --------------------------- | --------------------------- | ---------- | ---------- | --------------- | --------------- | --------------- | ------------------ | ------------------ | ------------------ | ----------- | ----------- | ----------- | ------ | ------ |
| 2010                        | Dep. Puerto Montt           | SD                          | 4          | 1          | -               | -               | -               | -                  | -                  | -                  | -           | -           | -           | 4      | 1      |
| 2011                        | Dep. Puerto Montt           | SD                          | 11         | 0          | CC              | 3               | 1               | -                  | -                  | -                  | -           | -           | -           | 14     | 1      |
| 2012                        | Dep. Puerto Montt           | SD                          | 24         | 0          | CC              | 3               | 0               | -                  | -                  | -                  | -           | -           | -           | 27     | 0      |
| 2013                        | Dep. Puerto Montt           | TD                          | 20         | 3          | -               | -               | -               | -                  | -                  | -                  | -           | -           | -           | 20     | 3      |
| 2013-14                     | Dep. Puerto Montt           | TD                          | 20         | 2          | -               | -               | -               | -                  | -                  | -                  | -           | -           | -           | 20     | 2      |
| Totale Puerto Montt         | Totale Puerto Montt         | Totale Puerto Montt         | 79         | 6          |                 | 6               | 1               |                    | -                  | -                  |             | -           | -           | 85     | 7      |
| 2014-15                     | Dep. Antofagasta            | PD                          | 21         | 0          | CC              | 6               | 0               | -                  | -                  | -                  | -           | -           | -           | 27     | 0      |
| 2015-16                     | Dep. Antofagasta            | PD                          | 26         | 0          | CC              | 6               | 1               | -                  | -                  | -                  | -           | -           | -           | 32     | 1      |
| 2016-17                     | Dep. Antofagasta            | PD                          | 25         | 2          | -               | -               | -               | -                  | -                  | -                  | -           | -           | -           | 25     | 2      |
| 2017                        | Universidad Católica        | PD                          | 11         | 0          | CC              | 1               | 0               | -                  | -                  | -                  | -           | -           | -           | 12     | 0      |
| 2018                        | Universidad Católica        | PD                          | 16         | 0          | CC              | 2               | 0               | -                  | -                  | -                  | -           | -           | -           | 18     | 0      |
| 2019                        | Dep. Antofagasta            | PD                          | 16         | 0          | CC              | 2               | 0               | -                  | -                  | -                  | -           | -           | -           | 18     | 0      |
| 2020                        | Dep. Antofagasta            | PD                          | 27         | 0          | -               | -               | -               | -                  | -                  | -                  | -           | -           | -           | 27     | 0      |
| Totale Antofagasta          | Totale Antofagasta          | Totale Antofagasta          | 115        | 3          |                 | 14              | 0               |                    | -                  | -                  |             | -           | -           | 129    | 4      |
| 2020                        | Universidad Católica        | PD                          | -          | -          | -               | -               | -               | -                  | -                  | -                  | SS          | 1           | 0           | 1      | 0      |
| 2021                        | Universidad Católica        | PD                          | 8          | 0          | -               | -               | -               | CL                 | 3                  | 0                  | SS          | 1           | 0           | 12     | 0      |
| 2022                        | Universidad Católica        | PD                          | 14         | 0          | CC              | 2               | 0               | CL+CS              | 2+2                | 0                  | SS          | 1           | 0           | 21     | 0      |
| Totale Universidad Catolica | Totale Universidad Catolica | Totale Universidad Catolica | 49         | 0          |                 | 5               | 0               |                    | 7                  | 0                  |             | 3           | 0           | 64     | 0      |
| Totale carriera             | Totale carriera             | Totale carriera             | 243        | 9          |                 | 25              | 2               |                    | 7                  | 0                  |             | 3           | 0           | 278    | 11     |

### Cronologia presenze e reti in nazionale
| Cronologia completa delle presenze e delle reti in nazionale ― Cile | Cronologia completa delle presenze e delle reti in nazionale ― Cile | Cronologia completa delle presenze e delle reti in nazionale ― Cile | Cronologia completa delle presenze e delle reti in nazionale ― Cile | Cronologia completa delle presenze e delle reti in nazionale ― Cile | Cronologia completa delle presenze e delle reti in nazionale ― Cile | Cronologia completa delle presenze e delle reti in nazionale ― Cile | Cronologia completa delle presenze e delle reti in nazionale ― Cile |
| Data                                                                | Città                                                               | In casa                                                             | Risultato                                                           | Ospiti                                                              | Competizione                                                        | Reti                                                                | Note                                                                |
| ------------------------------------------------------------------- | ------------------------------------------------------------------- | ------------------------------------------------------------------- | ------------------------------------------------------------------- | ------------------------------------------------------------------- | ------------------------------------------------------------------- | ------------------------------------------------------------------- | ------------------------------------------------------------------- |
| 15-1-2017                                                           | Nanning                                                             | Islanda                                                             | 0 – 1                                                               | Cile                                                                | Amichevole                                                          | -                                                                   |                                                                     |
| 8-2-2025                                                            | Santiago del Cile                                                   | Cile                                                                | 6 – 1                                                               | Panama                                                              | Amichevole                                                          | -                                                                   | 73’                                                                 |
| Totale                                                              |                                                                     | Presenze                                                            | 2                                                                   |                                                                     | Reti                                                                | 0                                                                   |                                                                     |

## Palmarès

### Club

#### Competizioni nazionali
- Campionato cileno: 2

Universidad Católica: 2018, 2021
- Supercopa de Chile: 2

Univ. Catolica: 2020, 2021